# Dominic Turgeon
Dominic Turgeon, född 25 februari 1996, är en amerikansk-kanadensisk professionell ishockeyforward som är kontrakterad till Detroit Red Wings i National Hockey League (NHL) och spelar för deras primära samarbetspartner Grand Rapids Griffins i American Hockey League (AHL). Han har tidigare spelat på lägre nivå för Portland Winterhawks i Western Hockey League (WHL).
Turgeon draftades i tredje rundan i 2014 års draft av Detroit Red Wings som 63:e spelare totalt.
Han är son till Pierre Turgeon och brorson till Sylvain Turgeon, båda två spelade i NHL under sina aktiva spelarkarriärer.

## Statistik
| 2011–2012  | Colorado Thunderbirds  | T1EHL      | 40  | 25 | 15 | 40  | 4  | —  | —  | — | —  | —  |
|            | Portland Winterhawks   | WHL        | 1   | 0  | 0  | 0   | 0  | —  | —  | — | —  | —  |
| 2012–2013  | Portland Winterhawks   | WHL        | 54  | 3  | 5  | 8   | 2  | 5  | 0  | 0 | 0  | 0  |
|            | U.S. National U17 Team |            | 7   | 0  | 3  | 3   | 0  | —  | —  | — | —  | —  |
| 2013–2014  | Portland Winterhawks   | WHL        | 65  | 10 | 21 | 31  | 31 | 21 | 2  | 6 | 8  | 18 |
| 2014–2015  | Portland Winterhawks   | WHL        | 67  | 18 | 25 | 43  | 36 | 17 | 8  | 1 | 9  | 0  |
| 2015–2016  | Portland Winterhawks   | WHL        | 72  | 36 | 34 | 70  | 22 | 2  | 0  | 1 | 1  | 0  |
| 2016–2017  | Grand Rapids Griffins  | AHL        | 71  | 6  | 12 | 18  | 6  | 19 | 1  | 1 | 2  | 2  |
| 2017–2018  | Detroit Red Wings      | NHL        | 1   | 0  | 0  | 0   | 0  | —  | —  | — | —  | —  |
|            | Grand Rapids Griffins  | AHL        | 40  | 9  | 14 | 23  | 16 | —  | —  | — | —  | —  |
| NHL totalt | NHL totalt             | NHL totalt | 1   | 0  | 0  | 0   | 0  | —  | —  | — | —  | —  |
| AHL totalt | AHL totalt             | AHL totalt | 111 | 15 | 26 | 41  | 22 | 19 | 1  | 1 | 2  | 2  |
| WHL totalt | WHL totalt             | WHL totalt | 259 | 67 | 85 | 152 | 91 | 45 | 10 | 8 | 18 | 18 |

### Internationellt
| Källa: Uppdaterad: 2018-01-15 | Källa: Uppdaterad: 2018-01-15 | Källa: Uppdaterad: 2018-01-15 |         | Utv = Utvisningsminuter | Utv = Utvisningsminuter | Utv = Utvisningsminuter | Utv = Utvisningsminuter | Utv = Utvisningsminuter |
| År                            | Lag                           | Mästerskap                    | Matcher | Mål                     | Assists                 | Poäng                   | Utv                     |                         |
| ----------------------------- | ----------------------------- | ----------------------------- | ------- | ----------------------- | ----------------------- | ----------------------- | ----------------------- | ----------------------- |
| 2013                          | USA                           | Ivan Hlinkas minnesturnering  | 5       | 1                       | 0                       | 0                       | 0                       |                         |
| Junior totalt                 | Junior totalt                 | Junior totalt                 | 5       | 1                       | 0                       | 0                       | 0                       |                         |